# Tupolev I-14
Tupolev I-14 (còn được định danh là ANT-31) là một loại máy bay tiêm kích của Liên Xô trong thập niên 1930.

## Quốc gia sử dụng
Liên Xô
- Không quân Liên Xô

## Tính năng kỹ chiến thuật (sản phẩm I-14)
Dữ liệu lấy từ Tupolev: The Man and His Aircraft
Đặc tính tổng quan
- Kíp lái: 1
- Chiều dài: 6,11 m (20 ft 1 in)
- Sải cánh: 11,25 m (36 ft 11 in)
- Chiều cao: 3,14 m (10 ft 4 in)
- Diện tích cánh: 16,8 m2 (181 foot vuông)
- Trọng lượng rỗng: 1.170 kg (2.579 lb)
- Trọng lượng có tải: 1.540 kg (3.395 lb) [2]
- Động cơ: 1 × Shvetsov M-25 kiểu động cơ piston 9 xy-lanh, làm mát bằng không khí, 521,8 kW (699,7 hp)

Hiệu suất bay
- Vận tốc cực đại: 449 km/h (279 mph; 242 kn)
- Tầm bay: 1.050 km (652 mi; 567 nmi)
- Trần bay: 9.430 m (30.938 ft)
- Thời gian lên độ cao: 6,5 phút lên độ cao 5.000 m (16.400 ft)[2]

Vũ khí trang bị

- Súng: 1× súng máy ShKAS 7,62 mm (0.30 in) và 1× pháo ShVAK 20 mm (0.79 in) [3]